# 킬터 막 로난
킬터 막 로난(아일랜드어: Caoilte, 중세 아일랜드어: Caílte mac Rónáin)은 아일랜드 신화의 피니언 대계의 등장인물이다.
핀 막 쿠월의 외조카이며 피어너의 일원이다. 몸이 매우 날쌔며 동물과 의사소통할 수 있는 능력이 있다. 〈핀과 그라너〉에서는 킬터의 가계를 “무스크라거 도브루트의 대장장이의 아들인 오스건 또는 콘스컨의 아들이며, 또한 쿠월의 딸의 아들이다”라고 밝히고 있다.
핀을 비롯한 피어너 전사들이 몰살당하는 가우러 전투에서 킬터는 오신 등과 함께 간신히 목숨을 건졌다. 킬터 또한 오신과 마찬가지로 성 패트릭이 에린 땅을 기독교화할 때까지 살았다고 한다.